# Escut de l'Aldea
L'escut oficial de l'Aldea (Baix Ebre) té el següent blasonament:
Escut caironat: de gules, un riu en forma de faixa ondada abaixada d'atzur rivetada d'argent acompanyada al cap d'una torre oberta d'argent acostada de 2 espigues d'arròs d'argent; la bordura d'argent carregada de 5 carxofes de sinople posades 2.2.1. Per timbre, una corona mural de poble.

## Història
Va ser aprovat el 21 de març de 1985 i publicat en el DOGC el 14 de juny del mateix any amb el número 550.
L'escut representa la torre de guaita construïda pels Bell-lloc, primers senyors del poble. Les espigues d'arròs al·ludeixen als arrossars de la zona de l'Ebre, simbolitzat aquí per la faixa ondada: de fet, l'Aldea se situa a l'inici del delta d'aquest riu. Finalment, les carxofes que trobem al voltant de l'escut són el recurs agrícola principal del poble, pel qual és conegut arreu de la comarca.